# ليز فيندلاي
ليز فيندلاي (بالإنجليزية: Elisabeth Findlay)‏ هي مصممة أزياء نيوزيلندية، ولدت في 1948 في اليونان.